# Nooksack (fleuve)
Le fleuve Nooksack (en anglais Nooksack River) est un fleuve de l'État de Washington (États-Unis) qui prend sa source dans la chaîne des Cascades et qui se jette dans la baie de Bellingham, un bras de l’océan Pacifique. Le fleuve tire son nom de la tribu amérindienne Nooksack.

## Description
Le bras nord du fleuve porte le nom de North Fork Nooksack River mais on le considère en général comme étant la source principale du fleuve. Néanmoins, les cartes ne mentionnent le « fleuve Noodsack » qu’au moment où le bras nord rencontre le bras central Middle Fork Nooksack River.
Le bras nord prend sa source au sein du parc national des North Cascades au nord du mont Shuksan. Il se dirige ensuite vers l’ouest près de la frontière canadienne en longeant le flanc nord du mont Baker. Durant son trajet, le cours d’eau reçoit les eaux du Wells Creek, du Glacier Creek, du Middle Fork Nooksack River, du South Fork Nooksack River et du Canyon Creek.
Le fleuve termine sa course dans la baie de Bellingham qui appartient à l’océan Pacifique. La rivière présente potentiellement un risque élevé d’inondation car il s’agit d’une des zones du monde où les précipitations sont les plus abondantes. Le mont Baker détient par exemple un record de précipitations neigeuses avec 29 mètres durant l’hiver 1998-1999. Les précipitations pluvieuses du printemps couplées à une fonte rapide des neiges présentent ainsi un fort risque.